# SkQ
SkQ — клас антиоксидантів, що зв'язуються з мітохондріями.

## Історія
На рубежі 1960-70-х рр. В. П. Скулачов і його колеги в МДУ спільно з групою професора Є. М. Лібермана з Академії наук СРСР були зайняті перевіркою справедливості хеміосмотичної гіпотези П. Мітчелла (Нобелівська премія з хімії за 1978 р.), що постулював наявність різниці електричних потенціалів на мембрані мітохондрій. Результати цієї роботи, опубліковані в журналі Nature (Том 222, 1076-8), показали, що деякі сполуки — ліпофільні катіони (наприклад, іони фосфонію), здатні адресно проникати в мітохондрії, спонуковані електричним полем на мітохондріальній мембрані (знак «мінус» всередині мітохондрії). У 1974 р. такі сполуки відомим американським біохіміком Д. Гріном були названі «іонами Скулачова».
На початку 70-х рр. В. П. Скулачов, професор Л. С. Ягужинський і академік С. Є. Северин висловили припущення, що проникаючі катіони можуть використовуватися мітохондріями як «молекули-електровози» для накопичення в них незаряджених речовин, приєднаних до цих катіонів.
В кінці 90-х рр. британський біохімік М. П. Мерфі використовував цей підхід, спробувавши створити мітоходріально-адресований антиоксидант. Він приєднав до ліпофільних іонів трифенілалкілфосфонію вітамін Е. На жаль, ця речовина, так само як і її дещо більш вдалий варіант, в якому було використано убіхінон замість вітаміну Е, досі не знайшли застосування на практиці, мабуть, через сильну прооксидантну дію і недостатню ефективність в низьких дозах. Перспективність всього підходу опинилася під сумнівом.
Однак, в 2003 р. група академіка В. П. Скулачова почала розробку нового мітоходріально-адресованого антиоксиданту. Щоб принципово підвищити його ефективність був використаний пластохінон — речовина з найбільш насиченого киснем місця в живій природі — хлоропластів рослин. Було сконструйовано і синтезовано речовину SkQ1, ефективність якої виявилася вищою від попередніх аналогів у сотні разів.

## Результати
- Структура сполук класу SkQ. Групами хімічного синтезу Проекту здійснено синтез ряду сполук на основі «іонів Скулачова».
- Експерименти на виділених мітохондріях. Досліди на ізольованих мітохондріях показали кілька істотних властивостей SkQ.
- Експерименти на культурах клітин. Сполуки SkQ1, SkQR1 і SkQ3 надійшли в розпорядження груп, які проводили досліди на культурах нормальних і ракових клітин.
- Загоєння ран. Як показали попередні експерименти, SkQ здатний пом'якшити окислювальний стрес, в якому знаходяться клітини в культурі.
- Лікування патологій зору. Вплив SkQ1 на зір щурів.
- Ветеринарний препарат «Ветомітін». Застосування SkQ1 для лікування очних хвороб.
- Хвороби серця, мозку і нирок, пов'язані з окислювальним стресом.
- Онкологія. Було досліджено дію сполук типу SkQ на ракові клітини in vitro, а також на злоякісні новоутворення in vivo.
- Геронтологія. Основне питання, яке ставилося при проведенні більшої частини досліджень in vivo, — чи може SkQ служити геропротектором.
- Біотехнологічні аспекти дії SkQ на рослини. Один з важливих результатів Проекту був отриманий при дослідженні дії SkQ1 на рослини.

## Публікації
- Лонго В. Д., Миттлдорф Дж., Скулачев В. П. Запрограммированное и альтруистическое старение // Nat. Rev Genet. — 2005. — Nov. 6(11). — Р. 866—872.
- Королева А., Скулачев В., Скулачев М. Выбор между жизнью и смертью // В мире науки, № 2, 2008 г.